# Château de Montréal (Ardèche)
Pour les articles homonymes, voir Château de Montréal.
Le château de Montréal est un ancien château fort fondé au XIIIe siècle, et remanié aux XVIIe et XVIIIe siècles, qui se dresse sur le territoire de la commune française de Montréal, dans le département de l'Ardèche, en région Auvergne-Rhône-Alpes. L'édifice est inscrit au titre des monuments historiques.

## Localisation
Le village de Montréal est situé dans le sud des Cévennes ardéchoise, à trois cents mètres d'altitude. Deux tours dominent le village, autrefois fortifié. Le château faisait partie d'une ceinture de forteresse qui avait pour rôle de protéger les mines d'argent de Largentière dès le XIIe siècle.
Le château de Montréal, fondé au XIIIe siècle, et remanié aux XVIIe et XVIIIe siècles, est bâti sur le mont anciennement appelé « Mont Régalis », puis « Mont Royal », ensuite « Mont Réal », pour enfin devenir Montréal.  Sa position dominante sur les vallées des alentours est un avantage primordial. En effet, les vallées de la Ligne et du Roubreau débouchent sur Argentaria, ville minière où le plomb argentifère est exploité depuis les Gallo-Romains. Argentaria, aujourd’hui devenue Largentière, signifiait l’argent de la terre, et possédaient des mines extrêmement convoitées et qu’il fallait absolument défendre. Les évêques de Viviers vont alors confier à des familles nobles, la surveillance et la défense des voies d’accès et des territoires autour des mines. Ils font donc construire des tours et des places fortes sur toutes les hauteurs environnantes, mais c’est avec son point culminant à plus de 30 mètres de haut que le donjon de Montréal sera le cœur de cette ceinture de place forte, comprenant également Sanjeaux, Brison, Vinezac et Tauriers.

## Historique
La construction du donjon, au-dessus d'une grotte date du XIIe siècle. Au XIIIe siècle on lui rajoute une enceinte  puis un logis, et à la Renaissance une cour à balcon et un large escalier à vis.
En 1345, les Balazuc font l'acquisition du château et construisent le château gothique jouxtant les parties romanes. Le 9 août 1343, les Balazuc et les Montréal avaient scellé leur union, à la suite du mariage de Pelette de Montréal et d'Albert II de Balazuc. Ces derniers conserveront Montréal durant trois siècles.
Le château de Montréal est situé dans le Bas-Vivarais sur lequel régnaient les seigneurs de Balazuc qui restèrent toujours fidèles au roi de France, ce qui explique que le village de Montréal restera catholique au milieu d’une terre qui s’est largement convertie au protestantisme.
En 1638, Montréal passe par mariage aux Hautefort de Lestrange et, en 1742 aux Merle de Lagorce qui emportent avec eux les tapisseries d'Aubusson du château, qui se trouvent désormais à la mairie de Vallon-Pont-d'Arc.

## Description
Le château actuel est composé de deux logis contigus, l'un médiéval, un donjon quadrangulaire du XIIe siècle de vingt-cinq mètres de haut, l'autre Renaissance avec une cour intérieure pavée avec puits et coursière, des fenêtres à meneaux, ses balcons suspendus et un grand escalier à vis daté de 1559,. La chapelle seigneuriale a la particularité d'être chauffée par le four à pain, et la salle du donjon communique par un conduit percé dans l'épaisseur du mur avec sa terrasse.

## Protection
Le château, y compris l'emprise foncière de la cour dite « verger » au nord et de l'avant-cour au sud, ainsi que la tour sont inscrits au titre des monuments historiques par arrêté du 28 décembre 2000.